# Viennay

Viennay este o comună în departamentul Deux-Sèvres, Franța. În 2009 avea o populație de 1,111 de locuitori.